# Leineweber (Unternehmen)
Die Leineweber GmbH & Co. KG mit ihrem Markennamen BRAX ist ein Bekleidungshersteller mit Sitz im ostwestfälischen Herford, die aus einer Kleiderfabrik vom Ende des 19. Jahrhunderts hervorging.

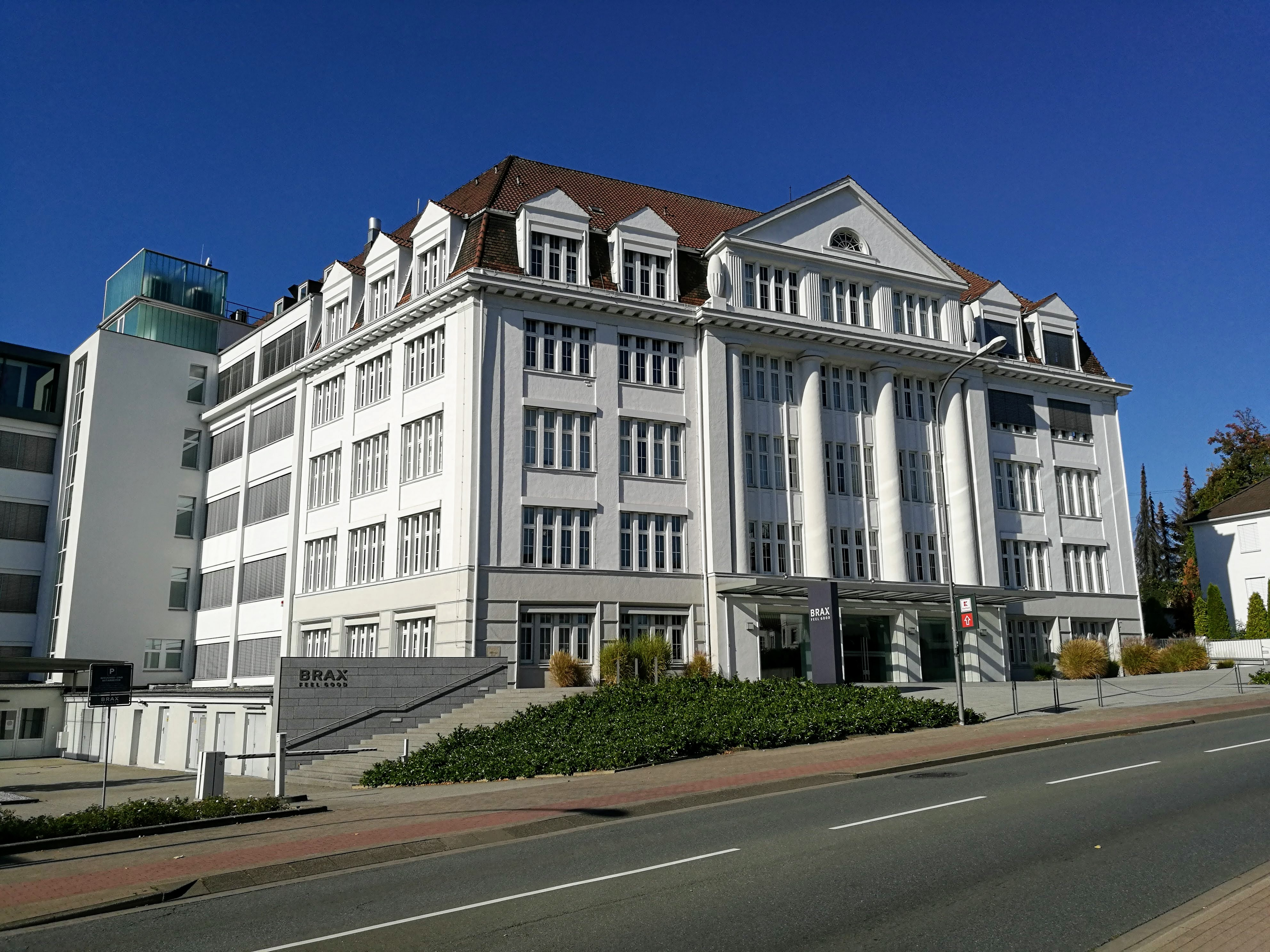
Brax-Stammsitz in Herford

## Geschichte

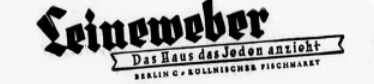
Logo in Werbeanzeigen in den 1920er Jahren

Im Jahre 1888 gründete der Berliner Kaufmann Bernward Leineweber die Firma Leineweber. Er war einer der ersten Hersteller von Herrenkonfektion, die er selbst produzierte und in seinem Geschäft in der Berliner Oranienstraße verkaufte. 1892 eröffnete er am Köllnischen Fischmarkt die erste Filiale. Sie entwickelte sich zum Hauptgeschäft. 1929 verkaufte er das Unternehmen während der Weltwirtschaftskrise an den Herforder Herbert Tengelmann, der den eingeführten Firmennamen weiterführte. Bis heute ist die Familie Tengelmann Hauptgesellschafter der Leineweber-Gruppe.
Nach der Übernahme verlagerte Tengelmann 1932 den Sitz nach Herford in Ostwestfalen. In Berlin blieb eine Filiale bestehen, die unter dem Namen Heinrich Leineweber weiterhin Herrenkleidung herstellte und verkaufte.
Nach dem Zweiten Weltkrieg und der damit verbundenen Teilung Deutschlands in Besatzungszonen entstand 1950 der Markenname BRAX. Die Fabrikanten leiteten ihn ab von ‚braca‘, dem lateinischen Wort für ‚Hose‘, und vom Namen der der englischen Firma DAKS, für die das Unternehmen in Lizenz produzierte.
In einigen deutschen Großstädten, wie Hamburg und Berlin, waren weiterhin Einzelhandelsgeschäfte der Firma „Leineweber“ zu finden. Zu Spitzenzeiten waren es bis zu 24.
Ab dem Jahr 1971 konzentrierte sich Brax Leineweber auf die Produktion von Herrenhosen unter dem Markennamen BRAX. 1972 wurde die Produktpalette um Damenhosen erweitert. 1989 kam bei einer erneuten Vergrößerung die Linie BRAX Golf hinzu, eine Komplettkollektion für den Golfsport. 1995 folgte die Funktionshose für den „Mann im besten Alter“, EUREX, welche 1999 von der Linie Raphaela für die Frau komplettiert wurde.
In den 1990er-Jahren verkaufte Leineweber alle Einzelhandelshäuser. Neben dem Vertrieb über den Einzelhandel (u. a. „Shop-in-Shop“) wurden später reine Hosenshops unter der Firma „Brax“ eingerichtet.
Im Jahre 2000 erfolgte ein Markenrelaunch zum Logo „BRAX Feel Good“. Gleichzeitig wurde die Produktpalette um Strick- und Wirkwaren, sowohl in der Herren- als auch in der Damenoberbekleidung, sowie um eine eigene Herrenhemden-Kollektion erweitert. Im Jahr 2009 wurde ein eigener Online-Shop eröffnet.
2020 trat das Unternehmen dem Fur Free Retailer Program (FFRP) für pelzfreie Mode bei.

## Marken
Unter dem Dach der Leineweber GmbH & Co. KG werden folgende Marken geführt: BRAX und BRAX Golf, Eurex by BRAX, Raphaela by BRAX und BRAX Active.

## Unternehmensdaten
Der Umsatz wuchs im Geschäftsjahr 2018 auf 334,4 Mio. € (Vorjahr: 319,4 Mio.). Als größte Wachstumsfelder zeichneten sich dabei die Bereiche Herrenhemden und Knitwear sowie die Damenblusen aus. 30 % des Gesamtumsatzes entfielen dabei auf den Bereich International Sales. Mit über 1400 Shopflächen im Textilen-Einzelhandel erwirtschaftete das Unternehmen ca. 50 % des Umsatzes, wovon 200 Flächen neu- bzw. umgebaut wurden. Als weiterer Wachstumsmotor hat sich der Online-Shop BRAX.com erwiesen. Hier wuchs das Unternehmen um über 60 Prozent. Ebenfalls als etabliert gelten die 84 Stores des Bekleidungsanbieters aus Westfalen. 2011 erweiterten die Herforder am Standort ihre Logistikkapazitäten und investierten mehr als 10 Mio. € in neue Lagerlogistik. Im Dezember 2014 erwarb das Unternehmen das ehemalige Herforder Kreiswehrersatzamt, das direkt gegenüber dem Stammsitz liegt. In dem mehrgeschossigen Haus befinden sich weitere 2100 Quadratmeter Bürofläche.
Das Unternehmen beschäftigt mehr als 1150 Mitarbeiter, davon 55 Auszubildende. In Herford arbeiten in der Zentrale, einem Service-/Technik-Zentrum und zwei Logistik-Zentren allein ca. 780 Mitarbeiter.

## Stores und Factory-Outlet-Center
Im Januar 2015 gab es 108 Ladengeschäfte, davon 39 in Deutschland. Von den 69 internationalen Stores befinden sich 43 in China, 17 in Belgien, vier in Russland, zwei in der Ukraine und jeweils einer in den Niederlanden, Lettland und Kasachstan.
Fabrikverkäufe bzw. sogenannte BRAX Factory-Outlet-Center gibt es an den folgenden Standorten (Stand Februar 2025): Herford, Ingolstadt, Metzingen, Soltau, Brinkum, Wertheim, Wolfsburg, Wustermark bei Berlin, Zweibrücken sowie in Österreich an den Standorten Salzburg und Parndorf.

## Sportsponsoring
Seit der Saison 2010/11 ist das Unternehmen der offizielle Business-Ausstatter von Borussia Mönchengladbach. Außerdem stattet Brax Leineweber den deutschen Golfer Marcel Siem aus. Brax ist seit 2018 auch der Fashion-Partner vom FC Schalke 04.